# Dochter van de groenteboer
Dochter van de groenteboer is een lied van de Nederlandse feestact Gebroeders Ko in samenwerking met de Nederlandse zanger Gerard Joling. Het werd in 2018 als single uitgebracht.

## Achtergrond
Dochter van de groenteboer is geschreven door Gerard Joling, Waylon van der Heijden, Gerard Koopmans en Ton Koopmans. Het is een lied dat kan worden gezien als een carnavalskraker. Het nummer gaat over een meisje dat, naast dochter van de plaatselijke groenteboer, ook als een del en een prostitué wordt omschreven. In het lied worden haar borsten vergeleken met meloenen.
In de bijbehorende video zijn de artiesten te zien in een groentewinkel, waarbij een actrice de zogenaamde "dochter" speelt. Deze actrice is zelf ook dochter van een groenteboer.
Het is de eerste keer dat de artiesten met elkaar samenwerken, al hadden ze naar eigen zeggen al lang het idee om met elkaar een lied uit te brengen. Toen ze samen keken naar welk nummer ze zouden uitbrengen, kozen ze Dochter van de groentenboer, omdat deze volgens Joling "meest ordinaire en de meest platte" was. Hoewel Joling naar eigen zeggen heeft genoten van en erg veel heeft gelachen bij het maken van het nummer, moest hij toegeven dat hij zelf niet van carnaval hield.

## Hitnoteringen
De artiesten hadden weinig succes met het lied in Nederland. Het had geen notering in de Single Top 100 en ook de Top 40 werd niet bereikt; het lied bleef steken op de 21e plaats van de Tipparade.